# Żetysu Tałdykorgan
Żetysu Tałdykorgan (kaz. Жетісу Талдықорған Футбол Клубы) – kazachski klub piłkarski z siedzibą w Tałdykorganie, grający w kazachskiej Priemjer Ligasy.

## Historia
Klub założony został w 1981 roku jako Żetysu Tałdykorgan i debiutował we Wtoroj Lidze, strefie 7 mistrzostw Związku Radzieckiego w piłce nożnej, w której występował do 1991 roku (z wyjątkiem 1990, kiedy grał we Wtoroj Niższej Lidze, strefie 8).
Po uzyskaniu przez Kazachstan niepodległości w 1992 debiutował w Wysszej Lidze. W 1993 nazywał się najpierw FK Tałdykorgan, a od 1994 Kajnar Tałdykorgan. W 1998 zmienił nazwę na Żetysu-Promservice Tałdykorgan, a w 1999 powrócił do pierwotnej nazwy Żetysu Tałdykorgan. W latach 1994, 1997–1998, 2002 i 2006 występował w Birinszi liga. Od sezonu 2006/2007 Klub występował w pierwszej lidze kazachskiej.

### Chronologia nazw
- 1981–1992: Żetysu Tałdykorgan (kaz. Жетісу Талдықорған)
- 1993: FK Tałdykorgan (kaz. Талдықорған ФК)
- 1994–1997: Kajnar Tałdykorgan (kaz. Кайнар Талдықорған)
- 1998: Żetysu-Promservice Tałdykorgan (kaz. Жетісу-Promservice Талдықорған)
- Od 1999: Żetysu Tałdykorgan (kaz. Жетісу Талдықорған)

## Europejskie puchary

### Puchar Intertoto
Zespół Żetysu zadebiutował w europejskich pucharach w 2008 roku, kiedy to przystąpił do rozgrywek 14. edycji Pucharu Intertoto. W pierwszej rundzie drużyna trafiła na węgierski Budapest Honvéd, z którym dwukrotnie przegrała (1:2 u siebie i 2:4 na wyjeździe), nie uzyskując awansu do dalszych gier.

### Liga Europejska
W 2011 roku klub zajął drugie miejsce w pierwszej lidze kazachskiej i awansował do rozgrywek Ligi Europejskiej UEFA w sezonie 2012/2013, gdzie w pierwszej rundzie kwalifikacyjnej zmierzył się z czwartą drużyną polskiej ekstraklasy – Lechem Poznań. W pierwszym spotkaniu 5 lipca zespół uległ Lechowi w Poznaniu 0:2. Rewanż na własnym stadionie rozegrany został 12 lipca, mecz zakończył się remisem 1:1 po czym Żetysu Tałdykorgan odpadł w pierwszej rundzie ligi europejskiej.
Legenda do wszystkich tabel:
- Q – runda eliminacyjna, 1/16, 1/8, 1/4, 1/2 – odpowiednia faza rozgrywek, Grupa – runda grupowa, 1r gr – pierwsza runda grupowa, 2r gr – druga runda grupowa, F – finał, R – runda, PO – play-off
- k. – rzuty karne, los. – losowanie, Dogr. – dogrywka, w. – zasada bramek strzelonych na wyjeździe

| Sezon   | Rozgrywki        | Runda | Klub            | Dom | Wyjazd | Ogólnie |
| ------- | ---------------- | ----- | --------------- | --- | ------ | ------- |
| 2008    | Puchar Intertoto | 1R    | Budapest Honvéd | 1–2 | 2–4    | 3–6     |
| 2012/13 | Liga Europy      | 1Q    | Lech Poznań     | 1–1 | 0–2    | 1–3     |

## Sukcesy
- Wtoraja Liga ZSRR, strefa 8: 6. miejsce (1983)
- Priemjer-Liga: 2. miejsce (2011), 5. miejsce (2007, 2009)
- Puchar Kazachstanu: półfinalista (2009)